# Орнбау
Орнбау (нем. Ornbau) — город в Германии, в земле Бавария.

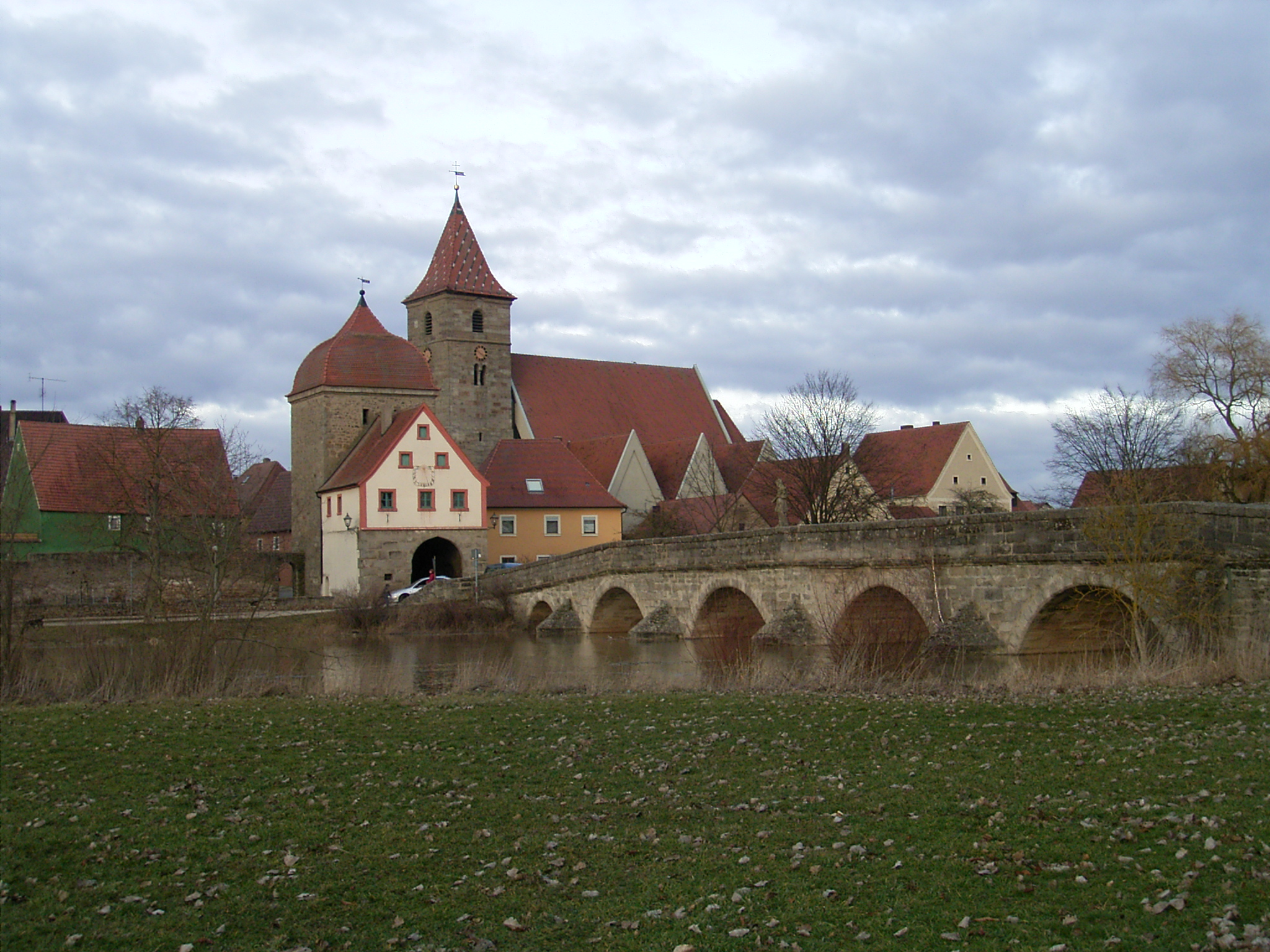
Орнбау через реку Альтмюль

Подчинён административному округу Средняя Франкония. Входит в состав района Ансбах. Население составляет 1608 человек (на 31 декабря 2010 года). Занимает площадь 15,16 км². Официальный код — 09 5 71 189.
Город подразделяется на 6 городских районов.
В часовне городского кладбища похоронены два епископа Тираспольской епархии, Франц Цоттман, уроженец Орнбау и Иозеф Кесслер, уроженец Поволжья и последний архиепископ Тираспольской епархии.

## Население
По оценке на 31 декабря 2015 года население общины Орнбау составляет 1638 чел. 

| Дата      | 1840 | 1871 | 1900 | 1925 | 1939 | 1950 | 1961 | 1970 | 1987 | 2011 |
| --------- | ---- | ---- | ---- | ---- | ---- | ---- | ---- | ---- | ---- | ---- |
| Население | 1070 | 1102 | 1052 | 1100 | 1094 | 1481 | 1294 | 1360 | 1457 | 1579 |

| Год       | 1960 | 1970 | 1980 | 1990 | 2000 | 2009 | 2010 | 2011 | 2012 | 2013 | 2014 | 2015 |
| --------- | ---- | ---- | ---- | ---- | ---- | ---- | ---- | ---- | ---- | ---- | ---- | ---- |
| Население | 1249 | 1354 | 1381 | 1506 | 1707 | 1634 | 1608 | 1585 | 1584 | 1591 | 1609 | 1638 |